# Dolichoderus turneri
Dolichoderus turneri är en myrart som beskrevs av Auguste-Henri Forel 1902. Dolichoderus turneri ingår i släktet Dolichoderus och familjen myror. Inga underarter finns listade i Catalogue of Life.